# Јасапати
Јасапати (мађ. Jászapáti) је град у Мађарској. Јасапати је град у оквиру жупаније Јас-Нађкун-Солнок.

## Географија

### Локација
Јасапати је други по величини град у Јасшагу. Насеље се налази на равници између река Тисе и Зађве.
Непосредна суседна насеља су: Јасентандраш са севера, Јасивањ са истока, Јаскишер са југоистока, Јастелек са југозапада, Јасјакохалма са запада и Јасдожа и Тарнаерш са северозапада.

## Историја
Има историју дугу 600 година. Прво је добио статус града 1746. године, који је изгубио 1876. године, а затим је поново добио 1989. године.
Северно од насеља пролази траса Черског јарка, који су изградили Сармати између 324. и 337. године, који повезује Дунав са Тисом.
Породична презимена јаског порекла: Аба, Аго, Бато, Гоча, Котан, Сабари (сабуриада значи тиха, мирна особа на осетском, потиче од претка по имену Сабуран), Тајтхи
У 17. веку се у насеље доселила племићка породица Мако из Керекгедеа. Порекло ове историјске породице може се пратити од мађарске породице Чанад, потомака Добокиног сина Чанада. Њихово породично имање Мосон било је у Нежидеру (Neusiedl am See), затим је једна од њихових филијала стекла имање у округу Гомор (Керекгеде), касније су се населили у Јасапати. Племенити Лоринц Мако из Керекгедеа и његова жена Доротиа Балајћи, племић Гестет, су били основа породице. 
Потомци:
Каталин Мако (1697) удата је за Јаноша Сабарија.
Гергељ Мако (1698) сеоски главни судија и одборник, капетан Надорских хусара, супруга Јудит Сике.
Пал Мако (1723) је био један од најистакнутијих научника, математичара, филозофа и истраживача свог времена.

## Становништво
Године 2001. 90% градског становништва се изјаснило као Мађари, 10% Роми.
Током пописа из 2011. године, 89,2% становника се изјаснило као Мађари, 10,4% као Роми, 0,2% као Грци и 0,4% као Немци (10,5% се није изјаснило). 
Верска дистрибуција је била следећа: римокатолици 60,2%, реформисани 2,3%, лутерани 0,2%, неденоминациони 13,2% (22,3% се није изјаснило).
Промене у броју становника насеља по годинама:
| Година | Становника |
| ------ | ---------- |
| 1900.  | 9.995      |
| 1910.  | 10.267     |
| 1920.  | 11.221     |
| 1930.  | 11.258     |
| 1941.  | 10.960     |
| 1949.  | 10.976     |
| 1960.  | 10.864     |
| 1970.  | 10.233     |
| 1980.  | 10.332     |
| 1990.  | 9.822      |
| 2001.  | 9.672      |
| 2011.  | 8.889      |